# Wspólnota administracyjna Pfalzgrafenweiler
Wspólnota administracyjna Pfalzgrafenweiler – wspólnota administracyjna (niem. Vereinbarte Verwaltungsgemeinschaft) w Niemczech, w kraju związkowym Badenia-Wirtembergia, w rejencji Karlsruhe, w regionie Nordschwarzwald, w powiecie Freudenstadt. Siedziba wspólnoty znajduje się w miejscowości Pfalzgrafenweiler, przewodniczącym jej jest Dieter Bischoff.
Wspólnota administracyjna zrzesza trzy gminy wiejskie:
- Grömbach, 680 mieszkańców, 12,18 km²
- Pfalzgrafenweiler, 7 251 mieszkańców, 44,78 km²
- Wörnersberg, 249 mieszkańców, 3,48 km²